# Raymond McKee
Raymond McKee, de son vrai nom Eldon Raymond McKee, est un acteur américain né le 7 décembre 1892 à Keokuk (Iowa)  et mort le 3 octobre 1984 à Long Beach (Californie) d'une pneumonie.

## Biographie
Acteur principalement à l'époque du cinéma muet, il a joué dans près de 200 films.

## Filmographie partielle
- 1914 : Dobs at the Shore
- 1914 : He Wanted His Pants
- 1914 : The Servant Girl's Legacy
- 1914 : The Honor of the Force
- 1914 : She Married for Love
- 1914 : The Smuggler's Daughter
- 1914 : When the Ham Turned
- 1914 : Jealous James
- 1914 : Pins Are Lucky
- 1914 : The Green Alarm
- 1914 : Making Auntie Welcome
- 1914 : Worms Will Turn
- 1914 : The Kidnapped Bride
- 1914 : Long May It Wave
- 1914 : A Brewerytown Romance
- 1914 : A Tango Tragedy
- 1914 : For Two Pins
- 1914 : The Particular Cowboys
- 1914 : He Won a Ranch
- 1914 : Outwitting Dad de Arthur Hotaling
- 1915 : The Simp and the Sophomores
- 1915 : Not Much Force
- 1915 : Poor Baby
- 1915 : What a Cinch
- 1915 : Her Choice
- 1915 : Capturing Bad Bill
- 1915 : A Lucky Strike
- 1915 : An Expensive Visit
- 1915 : The Prize Baby
- 1915 : Shoddy the Tailor
- 1915 : They Looked Alike
- 1916 : Twin Flats
- 1916 : A Maid to Order
- 1916 : It Happened in Pikesville
- 1916 : Edison Bugg's Invention
- 1917 : The Lady of the Photograph
- 1918 : Le Sceptique (The Unbeliever) d'Alan Crosland
- 1919 : Kathleen Mavourneen
- 1920 : Coureur de dot (The Fortune Teller), d'Albert Capellani
- 1920 : Flame of Youth de Howard M. Mitchell
- 1921 : Blind Hearts de Rowland V. Lee
- 1921 : Janette et son Prince (Lovetime) de Howard M. Mitchell
- 1921 : Blind Hearts de Rowland V. Lee
- 1922 : Rival des Dieux (A Blind Bargain) de Wallace Worsley
- 1922 : Le Harpon (Down to the Sea in Ships) de Elmer Clifton
- 1923 : The Fatal Photo de Richard Thorpe
- 1924 : Trois Femmes (Three Women) de Ernst Lubitsch
- 1924 : Curs meurtris (A Girl of the Limberlost) de James Leo Meehan
- 1924 : La Seconde Jeunesse de M. Brunell (Babbitt) de Harry Beaumont
- 1924 : Une femme d'affaires (Along Came Ruth) de Edward Cline
- 1925 : Contraband de Alan Crosland
- 1925 : The Lawful Cheater de Frank O'Connor
- 1925 : Compromise d'Alan Crosland
- 1925 : Free to Love de Frank O'Connor
- 1927 : The Girl from Everywhere d'Edward F. Cline
- 1928 : Heart to Heart